# Sainte-Marie (Ardenes)
Sainte-Marie és un municipi francès situat al departament de les Ardenes i a la regió del Gran Est. L'any 2007 tenia 74 habitants.

## Demografia

### Població
El 2007 la població de fet de Sainte-Marie era de 74 persones. Hi havia 28 famílies de les quals 7 eren unipersonals (7 dones vivint soles i 7 dones vivint soles), 14 parelles sense fills i 7 parelles amb fills.
La població ha evolucionat segons el següent gràfic:
Habitants censats

### Habitatges
El 2007 hi havia 35 habitatges, 30 eren l'habitatge principal de la família, 1 era una segona residència i 5 estaven desocupats. 33 eren cases i 3 eren apartaments. Dels 30 habitatges principals, 26 estaven ocupats pels seus propietaris i 4 estaven llogats i ocupats pels llogaters; 4 tenien dues cambres, 2 en tenien tres, 4 en tenien quatre i 19 en tenien cinc o més. 22 habitatges disposaven pel capbaix d'una plaça de pàrquing. A 16 habitatges hi havia un automòbil i a 11 n'hi havia dos o més.

### Piràmide de població
La piràmide de població per edats i sexe el 2009 era:
| Homes | Edats   | Dones |
| ----- | ------- | ----- |
| 0     | 95 o +  | 0     |
| 4     | 90 a 94 | 0     |
| 0     | 85 a 89 | 0     |
| 0     | 80 a 84 | 0     |
| 0     | 75 a 79 | 0     |
| 4     | 70 a 74 | 4     |
| 0     | 65 a 69 | 0     |
| 4     | 60 a 64 | 8     |
| 0     | 55 a 59 | 0     |
| 0     | 50 a 54 | 0     |
| 8     | 45 a 49 | 8     |
| 4     | 40 a 44 | 4     |
| 0     | 35 a 39 | 4     |
| 0     | 30 a 34 | 0     |
| 0     | 25 a 29 | 0     |
| 0     | 20 a 24 | 4     |
| 0     | 15 a 19 | 4     |
| 0     | 10 a 14 | 4     |
| 4     | 5 a 9   | 0     |
| 0     | 0 a 4   | 0     |

## Economia
El 2007 la població en edat de treballar era de 47 persones, 35 eren actives i 12 eren inactives. De les 35 persones actives 33 estaven ocupades (18 homes i 15 dones) i 3 estaven aturades (1 home i 2 dones). De les 12 persones inactives 4 estaven jubilades, 4 estaven estudiant i 4 estaven classificades com a «altres inactius».
Activitats econòmiques
Dels 2 establiments que hi havia el 2007, 1 era d'una empresa de construcció i 1 d'una empresa d'hostatgeria i restauració.
Dels 2 establiments de servei als particulars que hi havia el 2009, 1 era una lampisteria i 1 restaurant.

## Poblacions més properes
El següent diagrama mostra les poblacions més properes.